# Cratere Erxleben
Erxleben  è un cratere sulla superficie di Venere. Deve il suo nome a Dorothea Erxleben, prima donna medico in Germania.